# Ото VI фон Бранденбург
Ото VI (V) фон Бранденбург (на немски: Otto VI (V) von Brandenburg; † 23 юли 1281) от швабската благородническа фамилия Кирхберг близо до Улм е граф на Бранденбург.

## Произход и наследство
Той е единственият син на граф Ото V фон Бранденбург († 1296) и съпругата му фон Марщетен, дъщеря на граф Готфрид фон Марщетен († сл. 1239) и Берхта фон Балсхайм († сл. 1239).
Център на господството Кирхберг-Бранденбург е в Дитенхайм, който през 1280 г. получава права на град. След тежкото раняване на син му граф Хартман VI фон Бранденбург в битката при Обернрндорф (17 април 1298) бранденбургските имоти са взети от крал Албрехт I Хабсбургски без да се съобразява от наследствените искания на още живите Кирхберги и са дадени първо на верния на Хабсбургите рицарски род Елербах. Последният фон Бранденбург е син му абат Конрад V фон Кирхберг от манастир Алерхайлиген/Шафхаузен, който умира на 12 март 1322 (1323) г.

## Фамилия
Ото VI (IV) фон Бранденбург се жени за фон Гунделфинген († 1281), дъщеря на Улрих II фон Гунделфинген-Хеленщайн, фогт на Ешенбрун († 1280), и Аделхайд фон Албек († 1279). Той има трима сина:
- Хартман VI фон Бранденбург († сл. 30 април 1298/† сл. 1313), женен за фон Зулц
- Ото V фон Кирхберг († сл. 1319)
- Конрад фон Кирхберг († пр. 12 март 1322), абат Конрад V на манастир Алерхайлиген/Шафхаузен